# Patrimps
Patrimps, Potrimpus – w mitologii bałtyjskiej bóg wody, bóg magii w postaci węża. Władca życia, płodności i śmierci. Opiekun kapłanów, wróżbitów, szamanów – bóg mądrości. Przypuszcza się, że składano mu krwawe ofiary z dzieci. Utożsamiany z Autrimpsem i Andajem.